# Cerkiew Soboru Najświętszej Maryi Panny w Birczy
Cerkiew Soboru Najświętszej Maryi Pannie w Birczy, zwana "Starą" – nieistniejąca parafialna cerkiew greckokatolicka, znajdująca się w Birczy w gminie Bircza, w powiecie przemyskim.

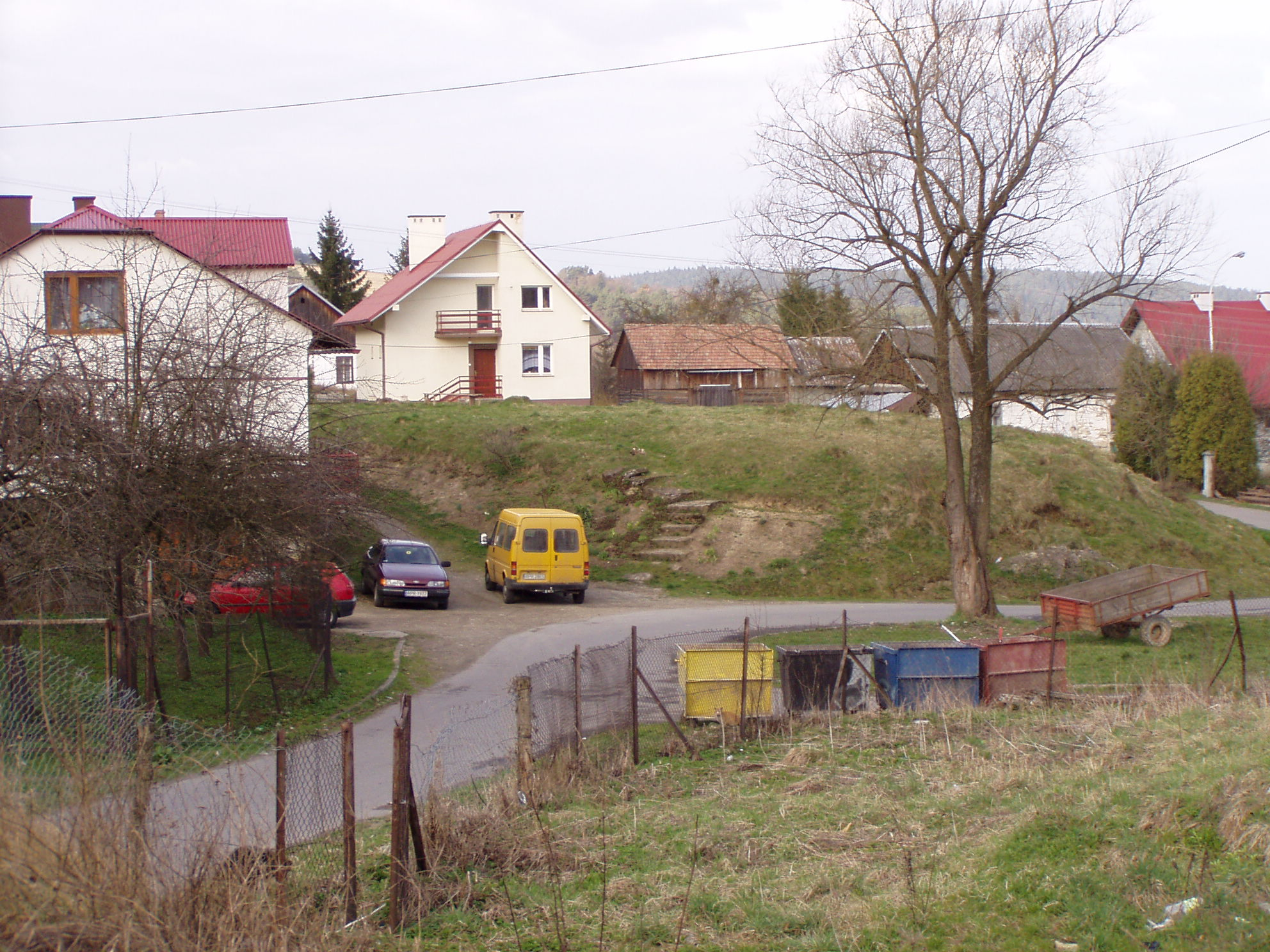
Cerkwisko po "starej" cerkwi w Birczy

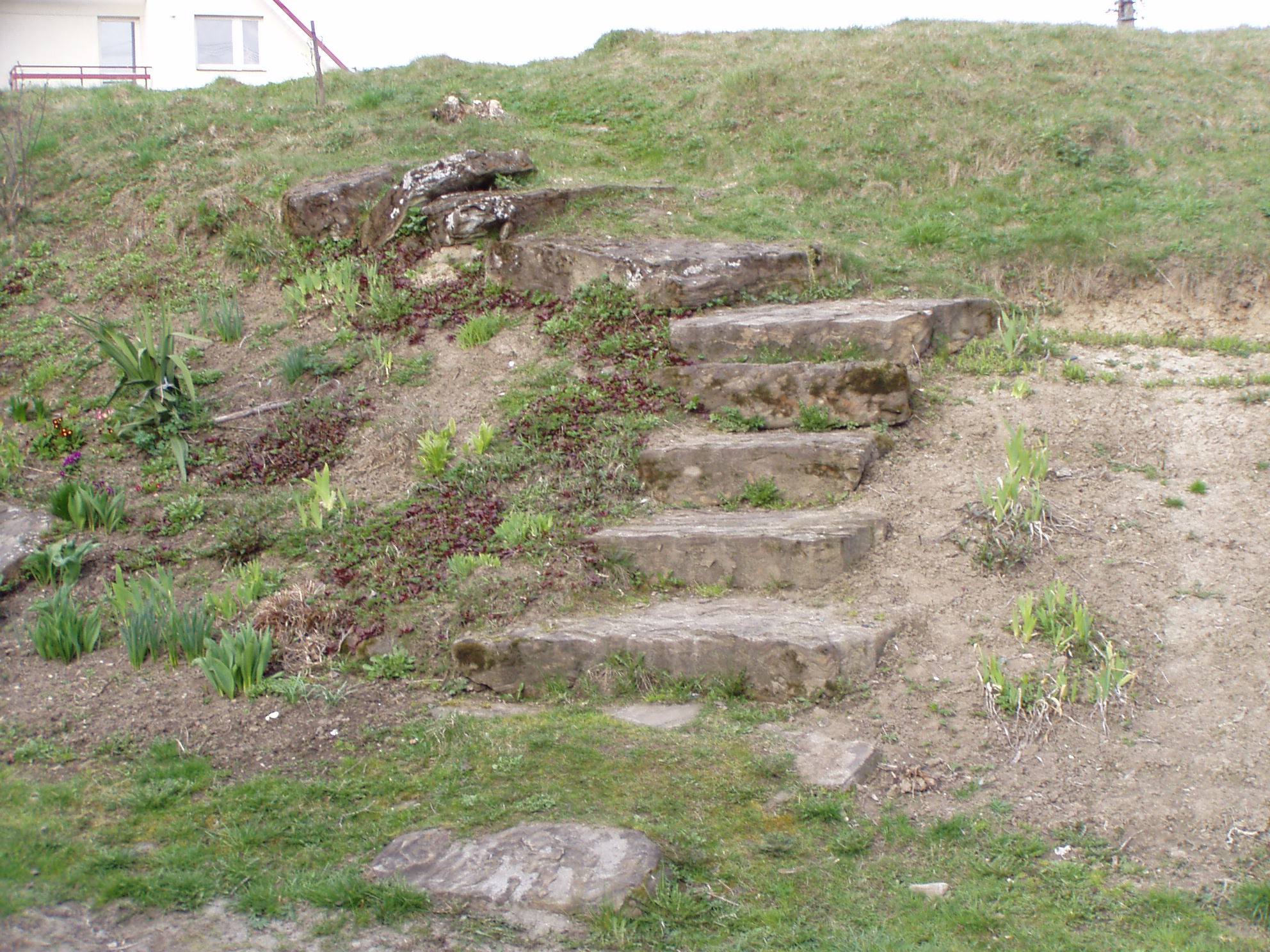
Schody prowadzące na cerkwisko

## Historia
Została zbudowana w 1729. Była to cerkiew drewniana, zbudowana w miejscu jeszcze starszej cerkwi prawosławnej. 
Cerkiew ta była zbudowana na pogórku, na zapleczu zachodniej strony Rynku w Birczy. Otoczona była cmentarzem, działającym do końca XVIII wieku.
Została rozebrana po II wojnie światowej, w roku 1948. Jeszcze w latach 50. znajdowało się tam kilkanaście kamiennych nagrobków, obecnie nie pozostał ani jeden.